# Galaten

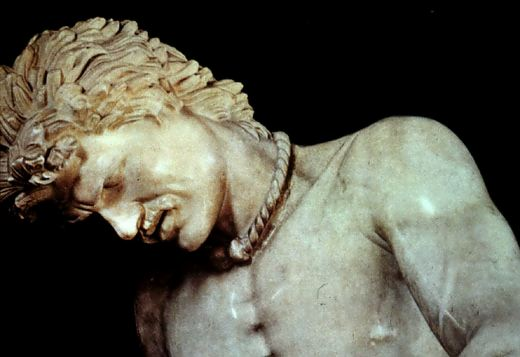
De Stervende Galliër (detail). Een Romeinse marmeren kopie van een bronzen origineel (ca. 225 v.Chr.), dat vermoedelijk deel uitmaakte van een van Attalos' overwinningsmonumenten te Pergamon. Capitolijnse Musea, Rome

Galaten (Oudgrieks: Γαλάται, Latijn: Galatae of Galli) is een groep Keltische stammen die in de derde eeuw v.Chr. vanuit het Donaugebied Griekenland en Klein-Azië binnendrongen.

## Geschiedenis
De Galaten kwamen voort uit de drieledige Keltische migratie die in het Balkanschiereiland plaats had ten tijde van Brennus, een Keltisch aanvoerder en koning die een deels mislukte veldtocht op Delphi leidde. De Galaten trokken plunderend door Griekenland, en staken daarna de Hellespont over. In 278 v.Chr. traden zij in dienst van Nicomedes I van Bithynië die op dat moment in een dynastieke strijd verwikkeld was. Ook nadat zij door Antiochus I Soter werden verslagen, bleven de Galaten berucht om hun strooptochten in Klein-Azië, en vele Griekse stadstaten moesten het ontgelden of anders een schatting betalen om met rust gelaten te worden. Aan deze praktijken kwam geleidelijk een einde toen Attalus I van Pergamon weigerde nog langer schatting te betalen. Hij bracht hen in 230 v.Chr. een zware nederlaag toe, waarna zij zich – vrijwillig of onder dwang - vestigden in Klein-Azië, in de later naar hen genoemde landstreek Galatië. Hun hoofdstad was Ancyra, het huidige Ankara. De woeste Galatensnorren zijn nu nog populair in Turkije.
Sindsdien bleven zij als huurlingen dienstdoen bij verschillende hellenistische vorsten, zoals bv. aan de zijde van Antiochus III tegen de Romeinen (waarvoor zij overigens gestraft werden door een Romeins expeditieleger onder het bevel van Gnaeus Manlius Vulso). In 188 v.Chr. kozen de Galaten partij tegen Eumenes II, die hen met Romeinse hulp kon verslaan, waarna hun grondgebied tot 166 deel uitmaakte van het Rijk van Pergamon. Vanaf 166 genoten de Galaten in theorie de autonomie, maar in de praktijk bleef hun gebied bedreigd door hun buurstaten. In 25 v.Chr. werd het gebied ingelijfd bij het Romeinse Rijk, als onderdeel van de keizerlijke provincie Galatia, en werd bestuurd door een Legatus Augusti pro praetore, die te Ancyra resideerde.

### Cultuur
De Galaten, en meer bepaald hun onderwerping, waren een geliefd thema in de hofkunst van het Rijk der Attaliden. De overwinningsmonumenten van Attalus I geven een goed beeld van hun strijdlustige en vervaarlijke uiterlijk. In hun grondgebied Galatië maakten zij de heersende klasse uit, boven de onderworpen volkeren. Ondanks de toenemende hellenisering, en later romanisering, hielden zij nog eeuwenlang vast aan hun Keltische taal en gebruiken.

## Brief
De Brief aan de Galaten is een van de boeken van het Nieuwe Testament. Het is een brief, geschreven door de apostel Paulus aan de jonge christelijke gemeente in Galatië.